# Алимбаев, Берик Каримович
Берик Каримович Алимбаев (30 декабря 1936, Фрунзе — 20 июля 2016, Бишкек) — советский и киргизский артист балета и педагог, солист Киргизского театра оперы и балета имени А. Малдыбаева, художественный руководитель Фрунзенского хореографического училища (с 1980). Заслуженный артист Киргизской ССР (1967), народный артист Киргизии (1992).

## Биография
Родился в городе Фрунзе.
В 1936 году был репрессирован отец, позднее умерла и мать. Берик и его четыре сестры попали в детские дома. В 1947 году в детский дом приехали педагоги Ленинградского хореографического училища и отобрали мальчика для учёбы в Ленинграде.
Окончил ЛХУ в 1956 году, после чего вернулся во Фрунзе, где стал артистом балетной труппы Киргизского театра оперы и балета. Исполнял ведущие партии в классических и национальных спектаклях (принц Зигфрид в «Лебедином озере», граф Альберт в «Жизели», Ромео в «Ромео и Джульетте», Куйручук в одноименном балете). Неоднократно гастролировал по СССР и за рубежом (Канада, Сирия, Чехословакия, Монголия), принимал участие в фестивалях «Московские звезды», «Белые ночи» и «Русская зима».
С 1958 года работал педагогом классического танца в Музыкально-хореографическом училище имени Муратаалы Куренкеева.
В 1967 году был избран во Фрунзенский городской совет депутатов трудящихся 11-го созыва.
В 1980 году назначен художественным руководителем Фрунзенского хореографического училища.
Являлся сценаристом и режиссёром фильма о киргизском балете «Путь к премьере».

## Награды
- Заслуженный артист Киргизской ССР (1967)
- Народный артист Киргизии (1992)